# Geneviévre Jordan
Geneviévre Mariëlle Jordan is een Surinaams bestuurder en politicus. Ze was van 2020 tot december 2024 lid van De Nationale Assemblée (DNA) voor de ABOP en was in de eerste helft van 2025 onderminister van Onderwijs, Wetenschap en Cultuur

## Biografie
Jordan studeerde af met de titel van Bachelor of Science. Ze is sinds 2011 leerkracht van beroep en is moeder van een kind. Sinds 2010 is ze lid van de Algemene Bevrijdings- en Ontwikkelingspartij (ABOP). Ze is sinds 2016 secretaris voor de Albina Sportbond en sinds 2018 penningmeester van de Stichting Sport en Recreatie Albina. In september 2018 trad ze toe tot het landelijke jongerenbestuur van de ABOP.
Van 2015 tot 2020 was ze lid van de ressortraad van Albina. Tijdens de verkiezingen van 2020 kandideerde ze op plaats 3 in Marowijne, achter Ronnie Brunswijk en Marinus Bee. Doordat Ronnie Brunswijk DNA verliet om de post van vicepresident te bekleden, kwam zijn plaats vrij voor Jordan. Zij werd op 7 augustus 2020 beëdigd tot DNA-lid.
Op 30 december 2024 werd ze beëdigd tot onderminister van Onderwijs, Wetenschap en Cultuur.
Tijdens de verkiezingen van 2025 stond zij op nummer 9 van de lijst van ABOP. Hij werd op 28 juli 2025 lid van DNA, nadat er zetels vrijkwamen door de vorming van het nieuwe kabinet.